# Aston Martin AMR21
Az Aston Martin AMR21 egy Formula–1-es versenyautó, melyet 2021-ben az Aston Martin csapat versenyeztetett a világbajnokságban. Ez volt hatvan év után az Aston Martin önálló szereplése, miután a Red Bull-lal folytatott névadó szponzori együttműködést beszüntették és helyette átvették a Racing Point csapatát. Pilótái Sebastian Vettel és Lance Stroll voltak. Az autó Vettel által adott beceneve "Honey Ryder" a Dr. No című film után.

## Áttekintés
A kasztni az előző évi Racing Point RP20 kismértékben áttervezett változata. Külsőre jellegzetes, mélyzöld színt kapott, rajta a kiemelt szponzor BWT rózsaszínes csíkjával, illetve a főszponzor Cognizant felirataival.

## A szezon
2021-ben költségcsökkentési okokból (mivel egy átmeneti év volt) az előző évi autók továbbfejlesztését végezte el valamennyi csapat. Voltak azonban szabályváltozások is: többek között a leszorítóerő csökkentése érdekében a padlólemezeken bevágásokat kellett ejteni. Ez az eltérő filozófia szerint épített padlólemezzel bíró csapatoknál, mint az Aston Martin is, gondot jelentett, ám ők az idény során végig küszködtek ezzel és nem is igazán sikerült jó megoldást találniuk. A szezon elején Vettel nem igazán találta a ritmust, pontokat is alig szerzett, Stroll-lal ellentétben. Az azerbajdzsáni nagydíjon aztán Vettel a második helyen végzett. Teljesítménye azonban így is hullámzó volt, és jobbára a pontszerzésről is lemaradt. A magyar nagydíjon ismét második helyen intették le, azonban utóbb diszkvalifikálták, mert a verseny végén nem tudta az autó produkálni az üzemanyag-mintavételhez szükséges minimális mennyiséget. Vettel az év végén így is megnyerte a legtöbb előzésért járó díjat. Stroll, főként az idény vége felé, még nála is pocsékabbul teljesített, gyakran az időmérő Q1-es részéből sem jutott tovább. A csapat a hetedik helyen zárta a bajnokságot.

## Eredmények
| Év   | Csapat                         | Motor               | Gumik | Pilóták          | Versenyek | Versenyek  | Versenyek | Versenyek | Versenyek | Versenyek | Versenyek | Versenyek    | Versenyek | Versenyek | Versenyek | Versenyek | Versenyek | Versenyek | Versenyek | Versenyek | Versenyek | Versenyek | Versenyek | Versenyek | Versenyek | Versenyek | Pontok | Helyezés |
| Év   | Csapat                         | Motor               | Gumik | Pilóták          | Bahrein   | San Marino | POR       | ESP       | MON       | AZE       | FRA       | Stájerország | AUT       | GBR       | HUN       | BEL       | NED       | ITA       | RUS       | TUR       | USA       | MEX       | Brazília  | QAT       | SAU       | UAE       | Pontok | Helyezés |
| ---- | ------------------------------ | ------------------- | ----- | ---------------- | --------- | ---------- | --------- | --------- | --------- | --------- | --------- | ------------ | --------- | --------- | --------- | --------- | --------- | --------- | --------- | --------- | --------- | --------- | --------- | --------- | --------- | --------- | ------ | -------- |
| 2021 | Aston Martin Cognizant F1 Team | Mercedes-AMG F1 M12 | P     | Lance Stroll     | 10        | 8          | 14        | 11        | 8         | KI        | 10        | 8            | 13        | 8         | KI        | 20        | 12        | 7         | 11        | 9         | 12        | 14        | KI        | 6         | 11        | 13        | 77     | 7.       |
| 2021 | Aston Martin Cognizant F1 Team | Mercedes-AMG F1 M12 | P     | Sebastian Vettel | 15        | 15†        | 13        | 13        | 5         | 2         | 9         | 12           | 17†       | KI        | DSQ       | 5         | 13        | 12        | 12        | 18        | 10        | 7         | 11        | 10        | KI        | 11        | 77     | 7.       |

- † – Nem fejezte be a futamot, de rangsorolva lett, mert teljesítette a versenytáv 90%-át.

Félkövérrel jelölve a leggyorsabb kör, dőlt betűvel a pole pozíció.
A belga nagydíjon fél pontokat osztottak.

## Fordítás
- Ez a szócikk részben vagy egészben  az   Aston Martin AMR21 című angol Wikipédia-szócikk ezen változatának fordításán alapul.  Az eredeti cikk szerkesztőit annak laptörténete sorolja fel. Ez a jelzés csupán a megfogalmazás eredetét és a szerzői jogokat jelzi, nem szolgál a cikkben szereplő információk forrásmegjelöléseként.